# Rudy Yakym
Rudolph « Rudy » Chester Yakym III, né le 24 février 1984 à South Bend, est un homme d'affaires et homme politique américain. Membre du Parti républicain, il représente le 2e district de l'Indiana à la Chambre des représentants des États-Unis depuis 2022.

## Biographie
Avant son élection au congrès en 2022, Yakym est un homme d'affaires. Il est précédemment trésorier pour sa prédécesseur Jackie Walorski. En plus du mandat complet, il est élu pour terminer le mandat de Walorski, décédée plus tôt dans l'année. Il est réélu deux ans plus tard face à la démocrate Lori Camp.

## Vie personnelle
Yakym est résident de Granger avec sa femme Sallyan et ses trois enfants au moment de son élection.